# .lc
.lc (англ.  Saint Lucia) — национальный домен верхнего уровня Сент-Люсии. Доступна регистрация имен второго или третьего уровня в доменной зоне — .lc, юридическими, физическими лицами, резидентами, нерезидентами Сент-Люсии, в соответствии с требованиями, предъявляемыми к регистрируемым доменам. Управляется компанией NIC LC —  Сент-Люсия.
Домен .lc как аббревиатура ассоциируется со словосочетанием Limited Company — Ltd, обозначающем организационно-правовую форму, владельца домена.
Национальный домен верхнего уровня — LC используется как национальный домен верхнего уровня в стандартах административно-территориального деления территории государства ISO 3166 — (ISO 3166-1, ISO 3166-2, ISO 3166-2:LC) в качестве кода Alpha2, образующего основу геокода административно-территориального деления Сент-Люсии.

## Требования к регистрируемым доменам
Домены, регистрируемые в доменной зоне .lc, должны соответствовать требованиям, предъявляемым регистратором к доменам третьего уровня.
- Максимальная длина имени домена, имени домена, разделённых разделителями, — 63 символа, не учитывая домен первого уровня — .lc.
- Полная максимальная длина имени домена до 255 символов.
- Имя домена может состоять из букв латинского алфавита (a-z), (A-Z), цифр (0-9) и тире (—, -).
- Имя домена может начинаться с цифры.
- Имя домена не может начинаться или заканчиваться символом тире (—, -).
- Имя домена не может совпадать с последовательностью символов национальных доменов верхнего уровня.
- Имена доменов, несущих оскорбительный характер, не регистрируются и могут запрещены к продлению, если подобный характер имени будет выявлен.
- Срок действия регистрации домена — от 1 года до 10 лет, продление домена от 1 года до 9 лет.
- Домен может быть аннулирован в случае использования домена в преступных целях, в том числе и в области IT.
- Домен может быть аннулирован в случае выявления противоречий с требованиями к зарегистрированным доменам.
- Домен может быть аннулирован в судебном порядке.

## Зарезервированные имена
Зарезервированные, удалённые имена доменов.
- Совпадающих с именами международных доменов верхнего уровня — 244 имени.
- Являющихся тестовыми, испытательными — 4 имени.
- Могущих ввести в заблуждение — 6 имён.
- Домены второго уровня — 5 имён.
- Субдомены — 2 имени.
- Состоящих из 1 буквы, 1 цифры, названий международных организаций, и других широкоприменяемых слов, аббревиатур и т. п. — 328 имён.
- Совпадающих, синонимов и т. п. с названиями государств — 295 имён.

## Домены 1 уровня
Домены второго уровня, условия использования, требования, регламентированные пользователи.
| Домен | Регламентированные пользователи |
| ----- | ------------------------------- |
| .lc   | Основной домен первого уровня.  |

## Домены 2 уровня
Домены третьего уровня, условия использования, требования, регламентированные пользователи.
| Домен   | Регламентированные пользователи                                    |
| ------- | ------------------------------------------------------------------ |
| .p.lc   | Коммерческие организации.                                          |
| .l.lc   | Коммерческие организации.                                          |
| .co.lc  | Коммерческие организации.                                          |
| .com.lc | Коммерческие организации.                                          |
| .net.lc | Коммерческие организации.                                          |
| .org.lc | Некоммерческие организации.                                        |
| .edu.lc | Учебные заведения, резиденты Сент-Люсии.                           |
| .gov.lc | Органы государственной власти, агентства, министерства Сент-Люсии. |

## Прочее
Стоимость регистрации имени домена (доллары США):

- Третьего уровня для резидентов Сент-Люсии — 13 $ USA.
- Второго уровня для резидентов Сент-Люсии — 18 $ USA.
- Третьего уровня для нерезидентов Сент-Люсии — 26 $ USA.
- Второго уровня для нерезидентов Сент-Люсии — 36 $ USA.
- Домены третьего уровня на основе доменов — (.org.lс, .edu.lc, .gov.lc) для резидентов Сент-Люсии регистрируются бесплатно.